# Gadi Kinda
Pour les articles homonymes, voir Kinda.
Gadi Kinda, en hébreu : גדי קינדה, né le 23 mars 1994 à Addis-Abeba (Éthiopie) et mort le 20 mai 2025 à Haïfa, est un footballeur international israélien qui évolue au poste de milieu offensif.

## Carrière

### En club
Gadi Kinda est né à Addis-Abeba en Éthiopie dans une famille juive éthiopienne. À l'âge de trois ans, il immigre en Israël avec sa famille.
Dès l'âge de 17 ans, il joue pour le MS Ashdod dans la première division israélienne et reste avec le club pendant 8 ans. En février 2019, il signe au Beitar Jérusalem.
En janvier 2020, Gadi Kinda rejoint le club de la Major League Soccer, le Sporting de Kansas City, dans le cadre d'un contrat de prêt d'un an avec option d'achat. Après la saison 2020, Gadi Kinda signe définitivement au Sporting Kansas City.
Il meurt d'une maladie le 20 mai 2025 à l'âge de 31 ans,.

### En équipe nationale
Gadi Kinda fait ses débuts avec l'équipe d'Israël le 5 juin 2021 lors d'un match amical contre le Monténégro. Il remplace Manor Solomon à la 73e minute et marque en fin de match pour un score final de 3-1 pour Israël.

## Palmarès
- Beitar Jérusalem
  - Toto Cup :
    - Vainqueur (1) : 2019-20